# Igaraçu do Tietê
Igaraçu do Tietê é um município brasileiro localizado no interior do estado de São Paulo. Sua população estimada em 2024 era de 23.430 habitantes.

## Estância turística
Igaraçu do Tietê é um dos 29 municípios paulistas considerados estâncias turísticas pelo Estado de São Paulo, por cumprirem determinados pré-requisitos definidos por Lei Estadual. Tal status garante, a esses municípios, uma verba maior por parte do Estado para a promoção do turismo regional. Também, o município adquire o direito de agregar, junto a seu nome, o título de Estância Turística, termo pelo qual passa a ser designado tanto pelo expediente municipal oficial quanto pelas referências estaduais.

## Topônimo
"Igaraçu" é um termo oriundo da língua tupi. Significa "navio", através da junção de ygara (canoa) e usu (grande). "Tietê" é uma referência ao Rio Tietê.

## História
Inicialmente, a localidade era chamada de "São Joaquim" e pertencia ao município de São Manuel. Foi fundada em 19 de outubro de 1903.
Em 5 de março de 1915 foi inaugurada a Ponte Campos Sales, obra de Manuel Ferraz de Campos Sales, ligando o município à Barra Bonita, ao qual passou a pertencer posteriormente.

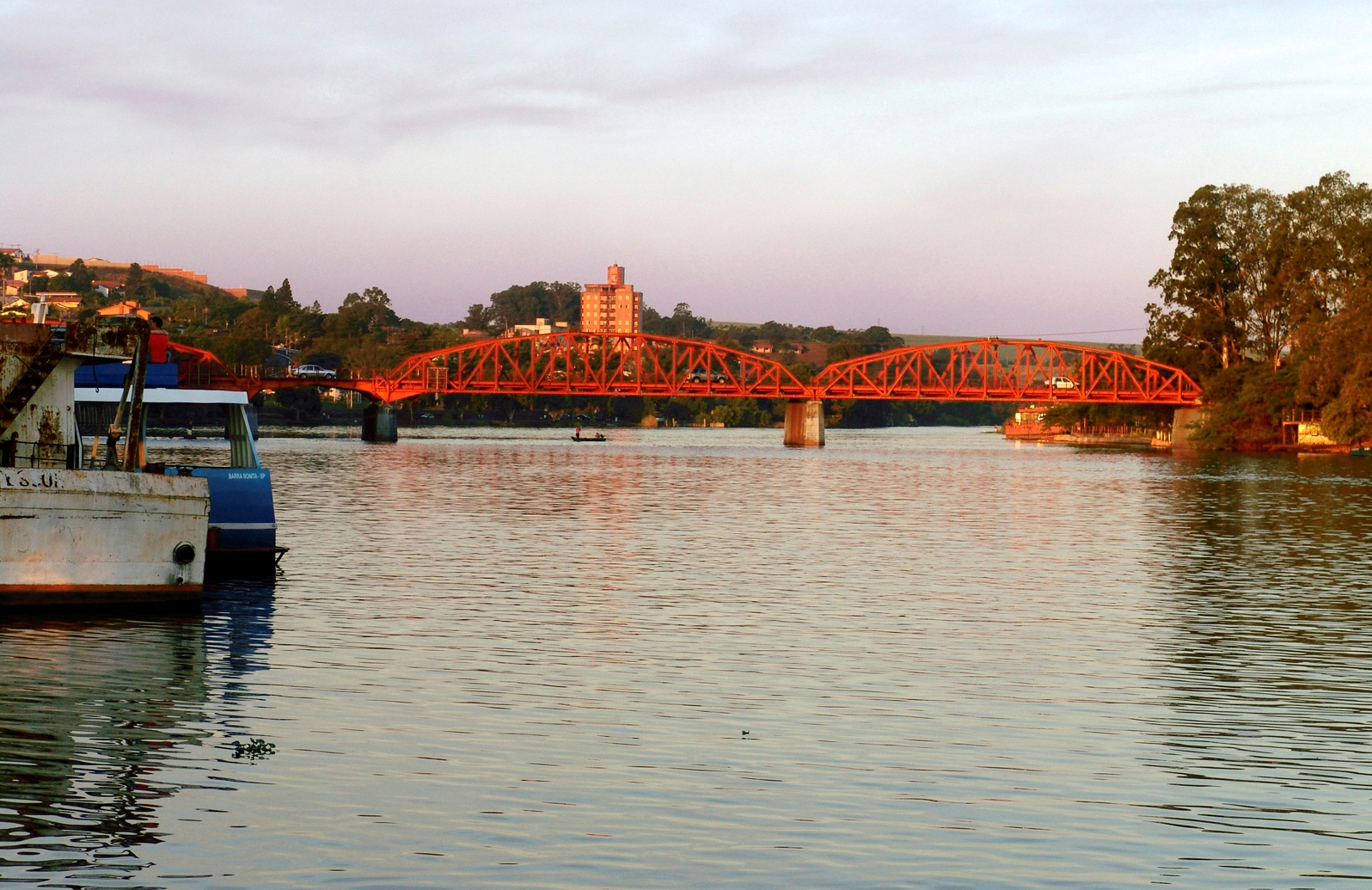
Rio Tietê - Ponte Campos Sales, que liga o município a Barra Bonita.

### Formação territorial-administrativa
Histórico da formação do município:
- Distrito criado com a denominação de Igaraçu no município de São Manuel, pela Lei nº 882, de 19/10/1903.
- Distrito reconduzido à categoria de povoado, incorporado ao município de Barra Bonita pelo Decreto nº 9.775, de 30/11/1938.
- Município criado pela Lei nº 2.456, de 30/12/1953.

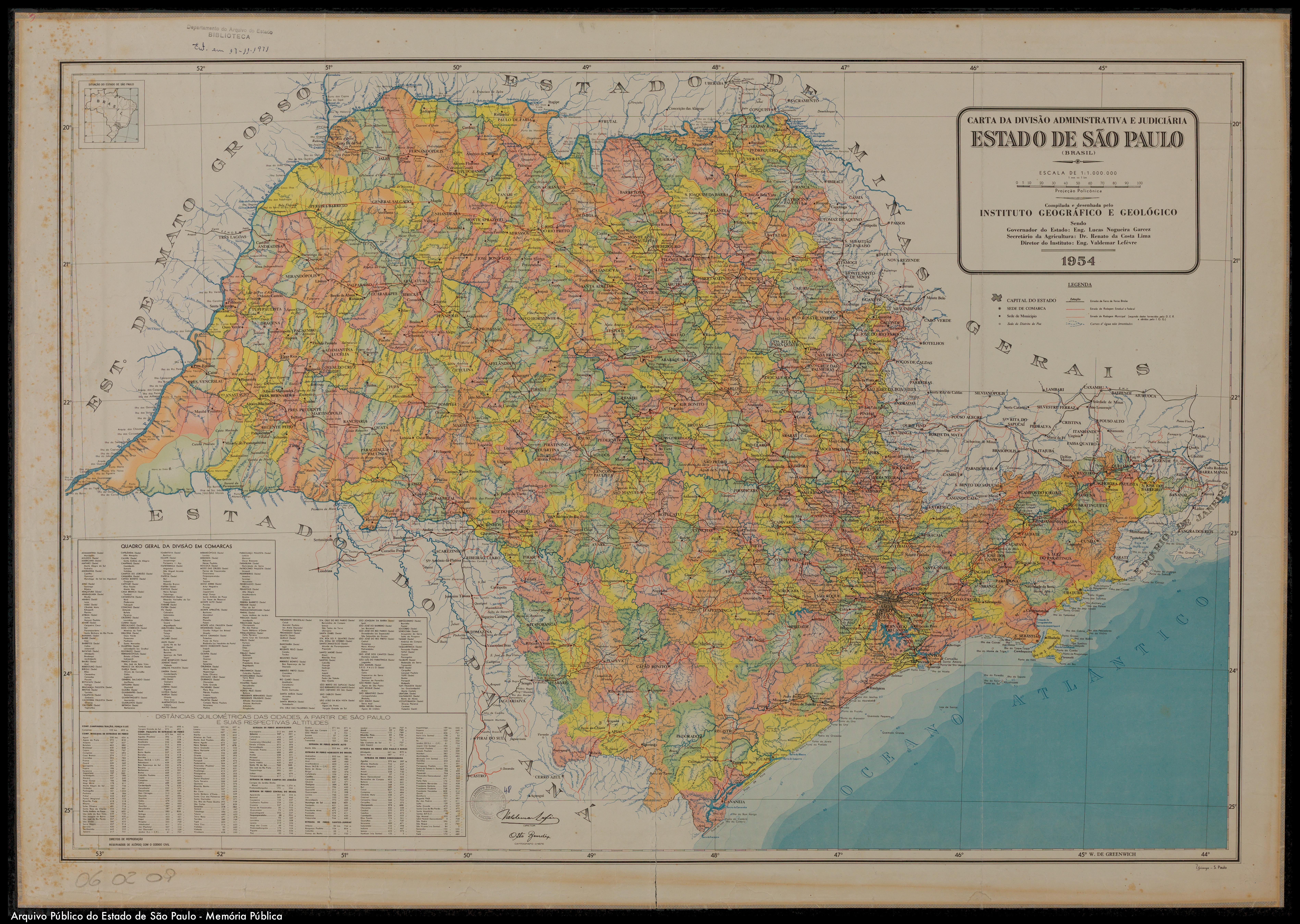
Estado de São Paulo (1953).

## Geografia
Localiza-se a uma latitude 22º30'33" sul e a uma longitude 48º33'28" oeste, estando a uma altitude de 498 metros. Possui uma área de 97,720 km².

### Hidrografia

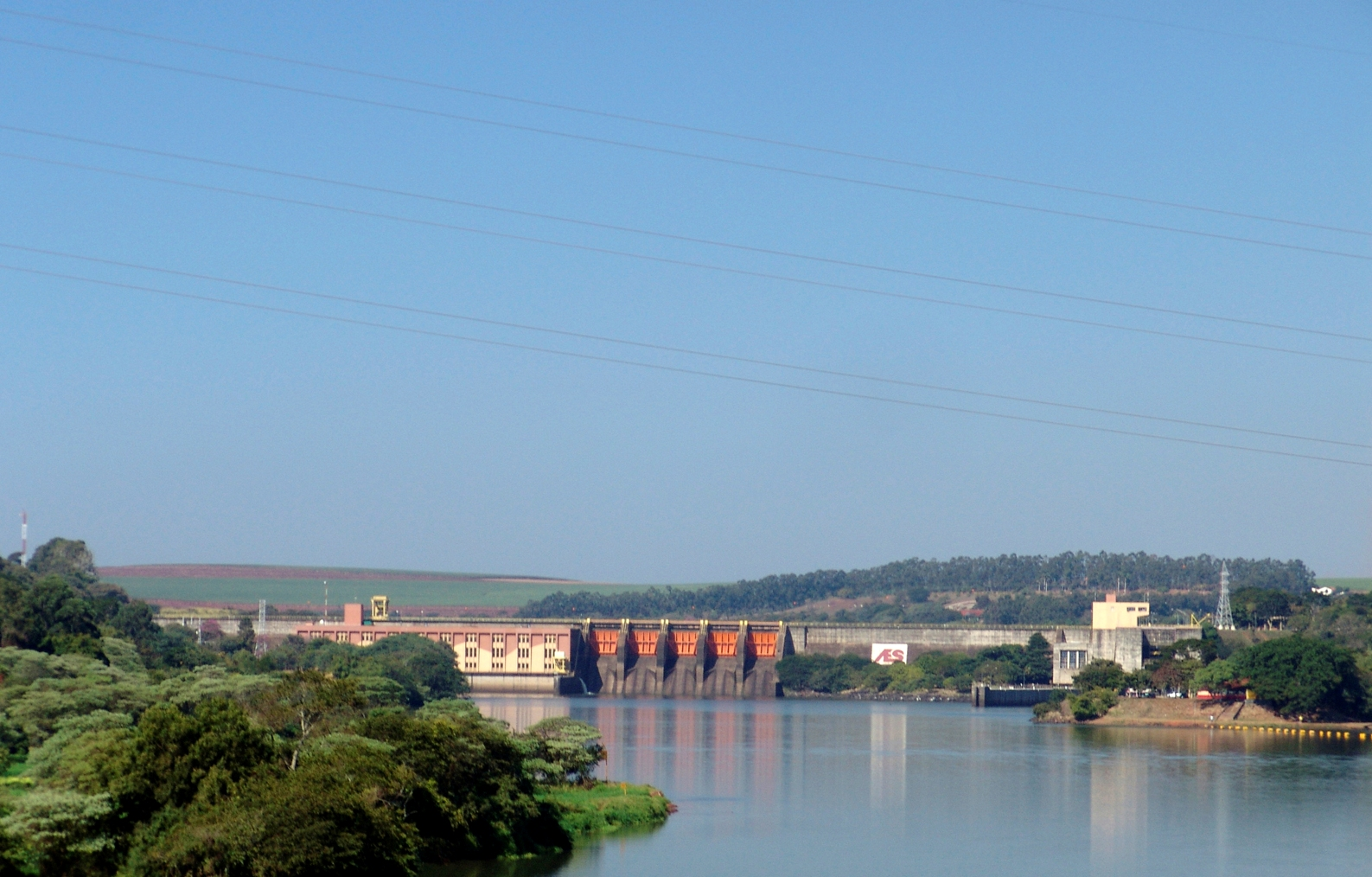
Barragem da Usina Hidrelétrica Barra Bonita.

- Rio Tietê

### Rodovias
- SP-255
- SP-251

## Demografia

### População
| Crescimento populacional                             | Crescimento populacional | Crescimento populacional | Crescimento populacional |
| Ano                                                  | População Total          |                          | %±                       |
| ---------------------------------------------------- | ------------------------ | ------------------------ | ------------------------ |
| 1958                                                 | 7 097                    |                          | —                        |
| 1960                                                 | 7 333                    |                          | 3,3%                     |
| 1970                                                 | 8 861                    |                          | 20,8%                    |
| 1980                                                 | 12 730                   |                          | 43,7%                    |
| 1991                                                 | 20 869                   |                          | 63,9%                    |
| 2000                                                 | 22 614                   |                          | 8,4%                     |
| 2010                                                 | 23 362                   |                          | 3,3%                     |
| 2022                                                 | 23 106                   |                          | −1,1%                    |
| Est. 2024                                            | 23 430                   | [ 10 ]                   | 1,4%                     |
| Fontes: Censos Demográficos IBGE e Estimativas SEADE |                          |                          |                          |

### Dados demográficos
Dados do Censo - 2013
População total: 33 509
- Urbana: 33 228
- Rural: 281
- Homens: 16 630
- Mulheres: 16 879
- Densidade demográfica (hab./km²): 339,07
- Mortalidade infantil até 1 ano (por mil): 21,51
- Expectativa de vida (anos): 77,41
- Taxa de fecundidade (filhos por mulher): 2,91
- Taxa de alfabetização: 97,40%
- Índice de Desenvolvimento Humano (IDH-M): 0,970
- IDH-M Renda: 0,995
- IDH-M Longevidade: 0,973
- IDH-M Educação: 0,94

(Fonte: IPEADATA)

## Política e administração
- Prefeito: Ricardo Verpa Costa da Silva (CIDA)(2021/2024)
- Vice-prefeito: Ronaldo Aparecido Maganha (DEM)
- Presidente da câmara: Luiz Antonio Gartyno
- Vereadores: Edilson Santos, Eduardo Coelho, Bruna Fernanda, André Henrique Burisan, Osvaldo Rogério Varasquim, Luiz Antonio Ferrari (Partido do Movimento Democrático Brasileiro), José Cláudio Bergamasco (Partido da República), Giovani Aparecido Castro Ruiz, Custodio Lucio Gomes (Partido Social Democrático), Luiz Antônio Garcia Guilhen (Partido Social Cristão), Ideraldo Ortigossa (Partido Humanista da Solidariedade), Aparecido Jovanir Pena Júnior, Genival Donizeti Segura (Partido Progressista), Geraldo Alves de Oliveira Filho (Partido da Social Democracia Brasileira), Wamberto Picolli (Partido Democrático Trabalhista).

## Infraestrutura

### Comunicações
O sistema de telefones automáticos foi inaugurado na cidade pela Companhia Telefônica Brasileira (CTB) em 1970. Já o sistema de discagem direta à distância (DDD) foi implantado em 1978 pela Telecomunicações de São Paulo (TELESP) com o código de área (0146). Seus telefones eram ligados à central automática de Barra Bonita, situação que permaneceu até a TELESP inaugurar uma central telefônica própria para a cidade em 1988.
Na década de 90 o código DDD da cidade foi alterado para (014), para padronização do sistema telefônico com a telefonia celular que estava sendo implantada em todo o estado.

## Religião
O Cristianismo se faz presente na cidade da seguinte forma:

### Igreja Católica
O município pertence à Arquidiocese de Botucatu.

### Igrejas Evangélicas
Entre as igrejas protestantes históricas, pentecostais e neopentecostais, encontram-se na cidade:
- Assembleia de Deus Ministério do Belém.[22][23]
- Congregação Cristã no Brasil.[24]